# Colotois biroi
Colotois biroi là một loài bướm đêm trong họ Geometridae.